# Nécropole nationale de Bligny
 (janvier 2016).
Si vous disposez d'ouvrages ou d'articles de référence ou si vous connaissez des sites web de qualité traitant du thème abordé ici, merci de compléter l'article en donnant les références utiles à sa vérifiabilité et en les liant à la section « Notes et références ».
La  nécropole nationale de La Croix-Ferlin, est un cimetière militaire français de la Première Guerre mondiale situé sur le territoire de la commune de Bligny dans le département de la Marne.

## Localisation
Le cimetière militaire français de Bligny se trouve à dix-sept kilomètres à l'ouest de Reims, sur la R.D 380 sur une hauteur, au lieu-dit Croix Ferlin.

## Historique
Ce cimetière militaire fut créé en 1918. Il regroupe les tombes des cimetières provisoires de
Romigny, Bligny, Bouilly, Sacy, Champigny, Ville-Dommange, Bouleuse, Courmas, Savigny-sur-Ardres, Pargny-les-Reims, Lagery, Courville, Saint-Gilles, Saint-Euphraise, Tramery, Lhéry, Vrigny, Poilly, Aubilly, Ville-en-Tardenois. Il a été aménagé de 1920 à 1923 et réhabilité en 1990.

## Caractéristiques
La nécropole s'étend sur 1,01 ha, elle abrite les tombes de 4 554 soldats français dont 2 148 inhumés dans des tombes individuelles et 2 506 en ossuaires, un soldat russe tués pendant la Première Guerre mondiale. Ces soldats furent relevés sur les communes avoisinantes. Y sont aussi enterrés deux soldats français tombés lors de la Seconde Guerre mondiale.

## Galerie de photographies

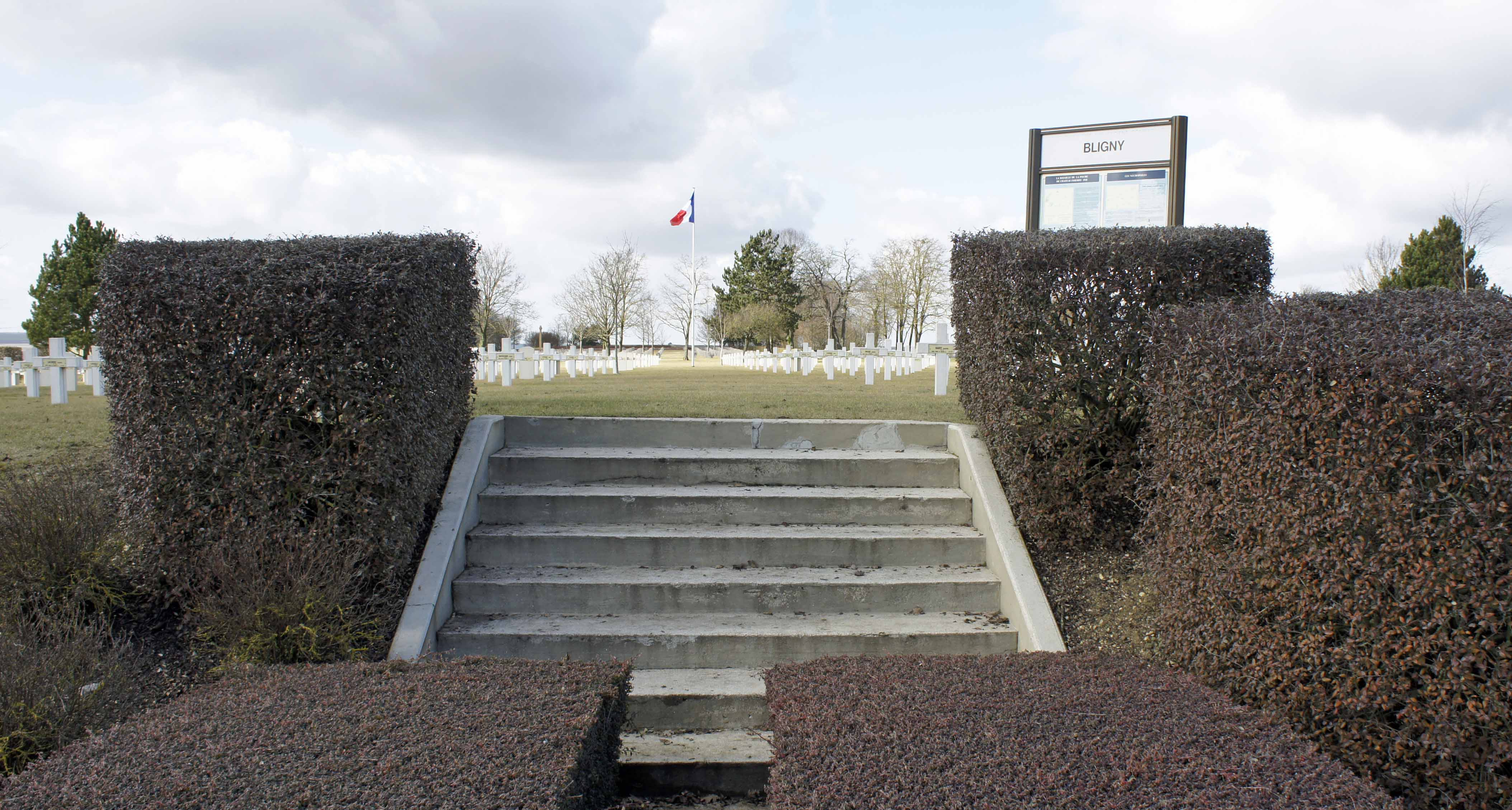
Entrée de la Nécropole nationale.
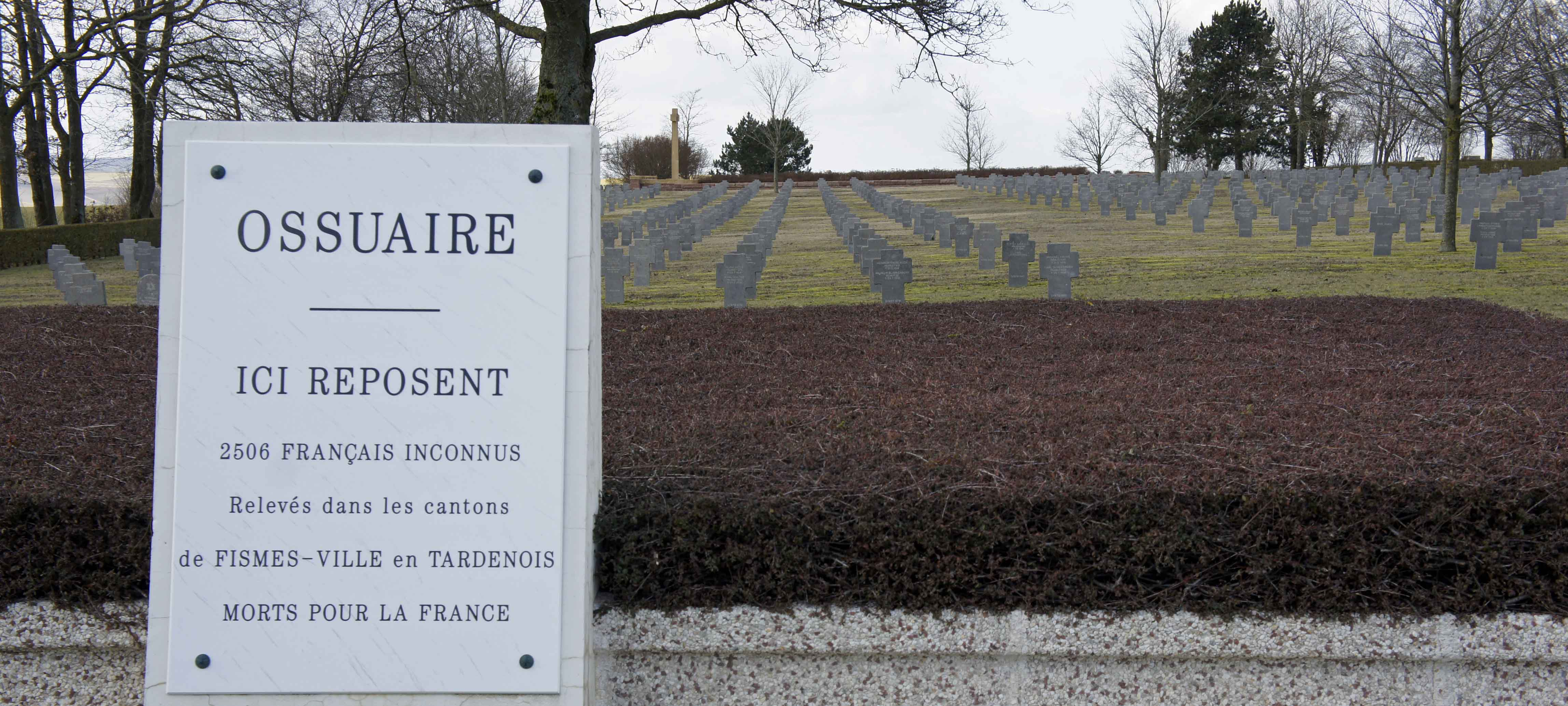
Ossuaire français de la Nécropole nationale, tombes allemandes en arrière-plan.